# Louis Lecoq
Louis Lecoq, né le 22 mars 1885 à Alger et mort le 14 janvier 1932 dans la même ville, est un écrivain algérianiste français.

## Biographie
Louis François Lecoq naît en 1885 à Alger, fils de Casimir Charles Lecoq, représentant de commerce, et de Georgette Clotilde Marie Antoinette Dolorès Brudo, son épouse, tous deux nés à Alger où ils se sont mariés en 1884.
Auteur de romans de « genre », il est le premier président de l'Association des écrivains algériens. En 1924, il remporte le Grand Prix littéraire de l'Algérie pour son roman Cinq dans ton œil, qui sera publié l'année suivante à Paris (F. Reider et Cie. Éditeurs, 1925).
Il meurt à Alger en 1932.

## Ouvrages
- Broumitch et le Kabyle, Mercure de France, 1920
- Cinq dans ton œil, Paris, F. Reider et Cie. Éditeurs, 1925
- Sid Ghorab Surcorbeau, avec C. Hagel, Paris, Albin Michel, 1923
- Soleil, PAris, Éditions Rieder, 1928
- Caïn, Paris, Éditions Denoël et Steele, 1930
- Pascualette l'Algérien, Paris, Albin Michel, 1934[6]